# Хю Далас
Хю Далас (на английски: Hugh Dallas) е шотландски футболен съдия.

## Биография
Роден на 26 октомври 1957 г., той е висок 180 см.
Далас е съдия от 1 януари 1993 г. Първата международна среща, която ръководи, е мачът между САЩ и Боливия, състоял се на 26 март 1994 г.